# Zosterops

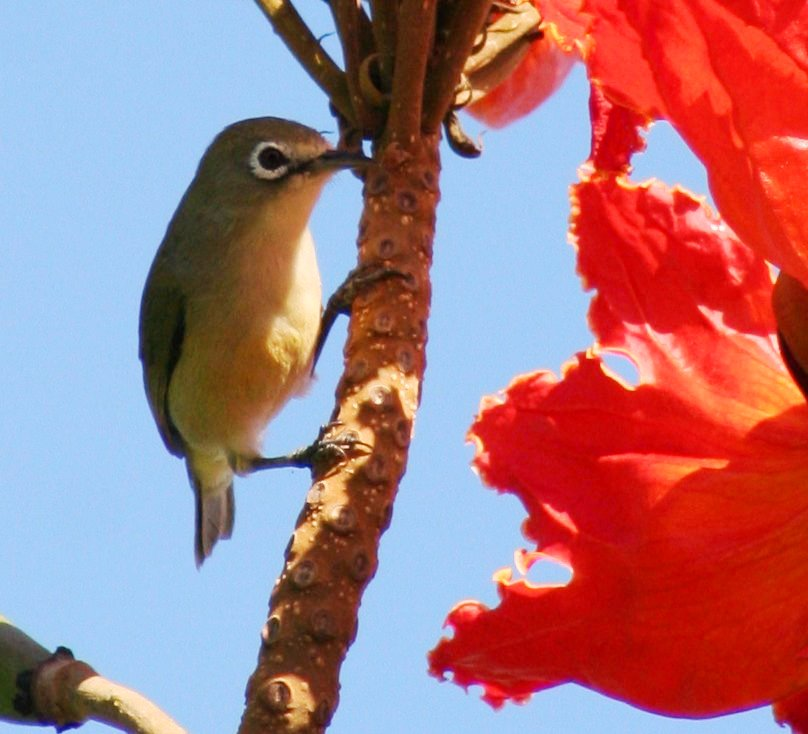
Semper-pápaszemesmadár
(Zosterops conspicillatus)

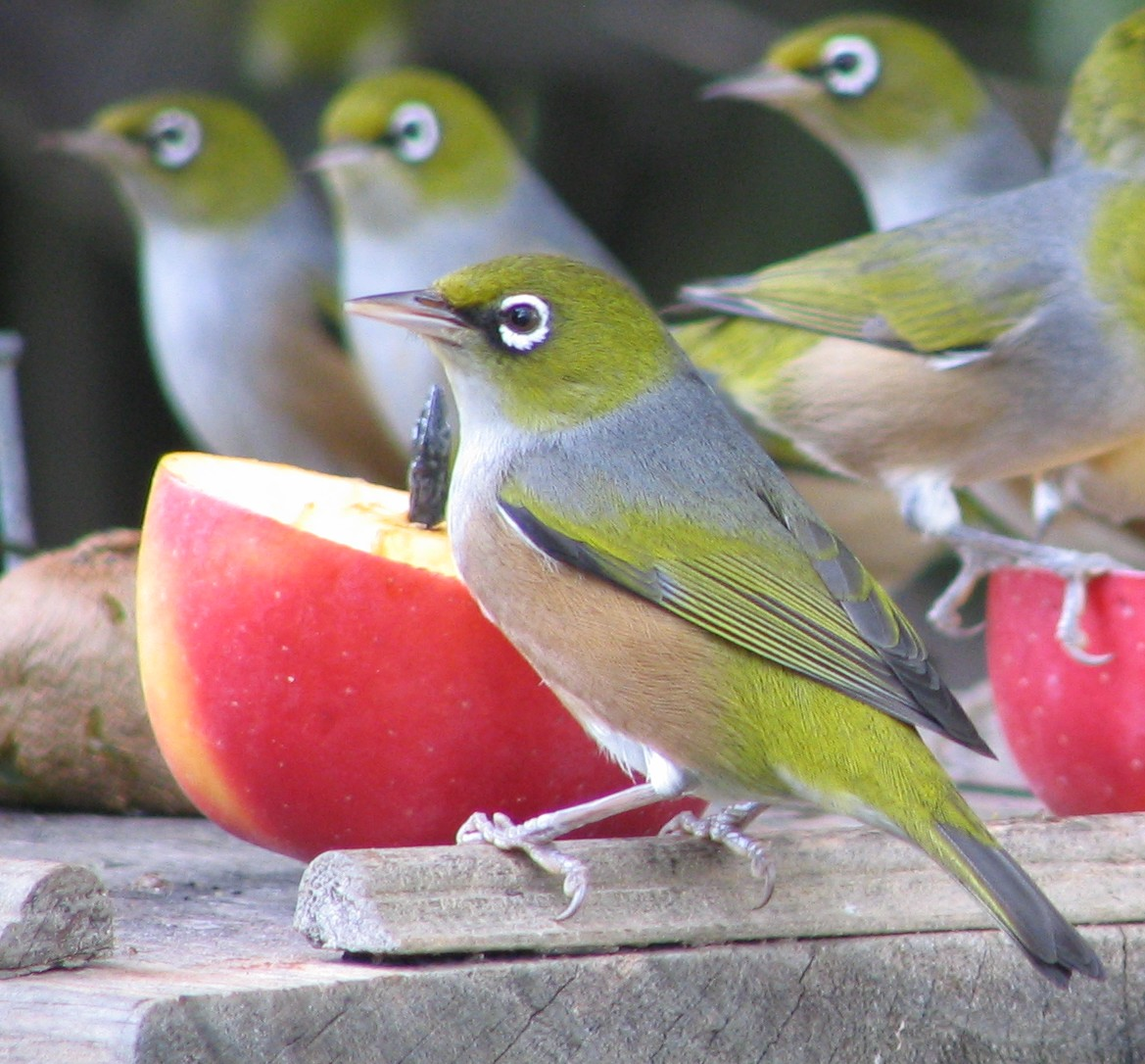
ezüstös pápaszemesmadár
(Zosterops lateralis)

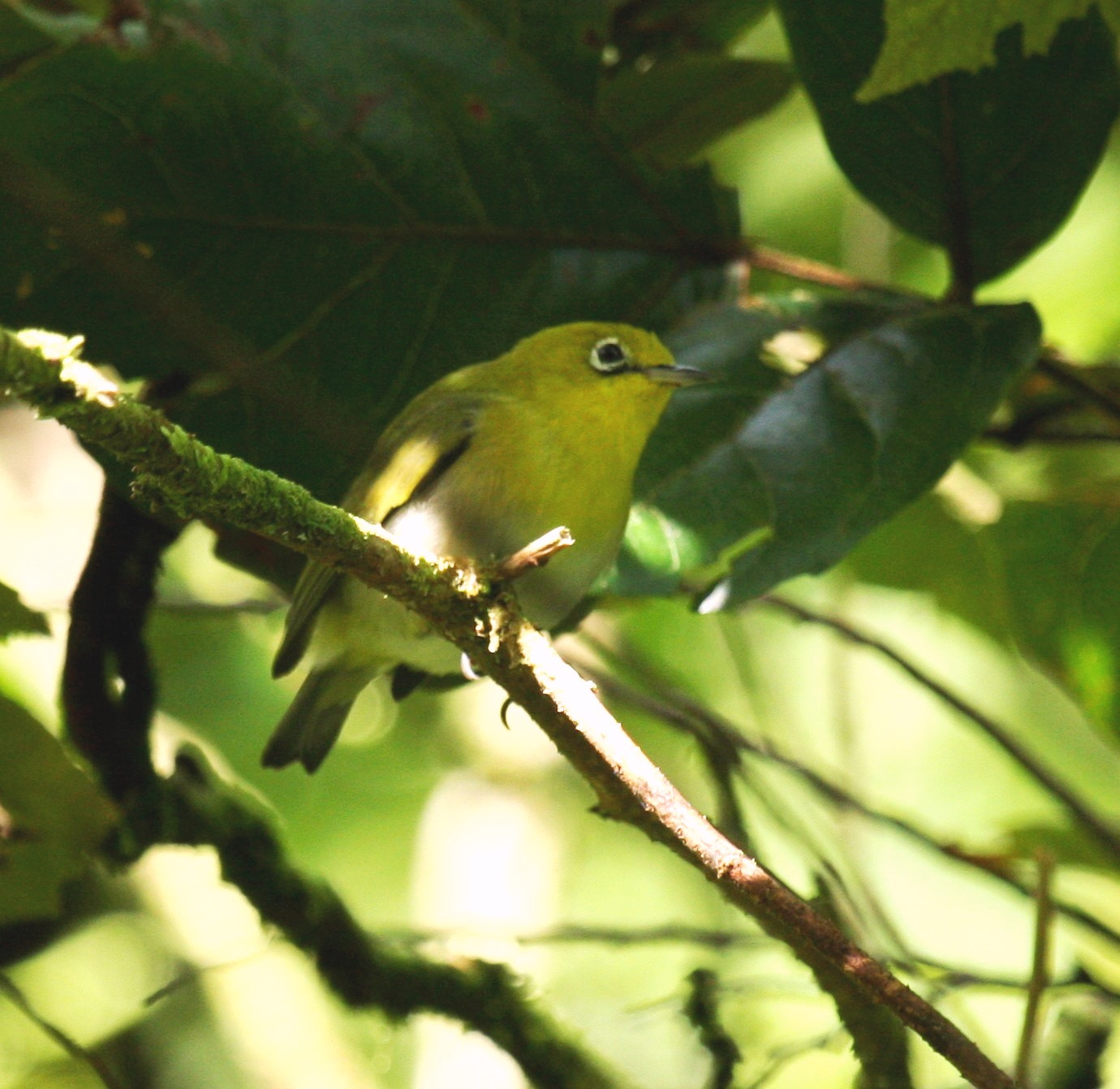
Layard-pápaszemesmadár
(Zosterops explorator)

A Zosterops a madarak (Aves) osztályának verébalakúak (Passeriformes) rendjébe, ezen belül a pápaszemesmadár-félék (Zosteropidae) családjába tartozó nem.

## Rendszerezésük
A nemet Nicholas Aylward Vigor & Thomas Horsfield írták le 1827-ben, az alábbi fajok tartoznak ide:
- Horsfield-pápaszemesmadár (Zosterops flavus)
- molukkui pápaszemesmadár (Zosterops chloris)
- Gray-pápaszemesmadár (Zosterops grayi)
- Tual-szigeti pápaszemesmadár (Zosterops uropygialis)
- celebeszi pápaszemesmadár (Zosterops anomalus)
- barnafejű pápaszemesmadár (Zosterops atriceps)
- Nehrkorn-pápaszemesmadár (Zosterops atrifrons)
- Togian-szigeteki pápaszemesmadár (Zosterops somadikartai)
- Sangihe-szigeti pápaszemesmadár (Zosterops nehrkorni)
- Seram-szigeti pápaszemesmadár (Zosterops stalkeri) - az új-guineai pápaszemesmadárról leválasztott faj
- új-guineai pápaszemesmadár (Zosterops minor)
- Tagula-pápaszemesmadár (Zosterops meeki)
- biak-szigeti pápaszemesmadár (Zosterops mysorensis)
- burui pápaszemesmadár (Zosterops buruensis)
- amboinai pápaszemesmadár (Zosterops kuehni)
- pápua pápaszemesmadár (Zosterops novaeguineae)
- japán pápaszemesmadár (Zosterops japonicus)
- luzoni pápaszemesmadár (Zosterops meyeni)
- gangeszi pápaszemesmadár (Zosterops palpebrosus)
- ceyloni pápaszemesmadár (Zosterops ceylonensis)
- Marianne-szigeti pápaszemesmadár (Zosterops semiflavus) - kihalt
- moroni pápaszemesmadár (Zosterops mouroniensis)
- olajzöld pápaszemesmadár (Zosterops olivaceus)
- mauritiusi pápaszemesmadár (Zosterops chloronothos)
- réunioni pápaszemesmadár (Zosterops borbonicus)
- palaszürke pápaszemesmadár (Zosterops mauritianus) - korábban a réunioni pápaszemesmadár alfajaként tartották számon
- szokotrai pápaszemesmadár (Zosterops socotranus) - a szomáli pápaszemesmadár-ról 2014-ben leválasztott faj
- kameruni ősposzáta (Zosterops melanocephalus), korábban (Speirops melanocephalus)
- kilimandzsárói pápaszemesmadár (Zosterops eurycricotus) - az abesszin pápaszemesmadárról 2014-ben leválasztott faj
- zöld pápaszemesmadár (Zosterops stuhlmanni) - az abesszin pápaszemesmadárról 2013-ban leválasztott faj
- barna ősposzáta (Zosterops brunneus), korábban (Speirops brunneus)
- nigériai pápaszemesmadár (Zosterops stenocricotus)
- kikuyu pápaszemesmadár (Zosterops kikuyensis)
- Zosterops poliogastrus
- pemba-szigeti pápaszemesmadár (Zosterops vaughani)
- szenegáli pápaszemesmadár (Zosterops senegalensis)
- szomáli pápaszemesmadár (Zosterops abyssinicus)
- Princípe-szigeti pápaszemesmadár (Zosterops ficedulinus)
- São Tomé-i pápaszemesmadár (Zosterops  feae)
- Annobón-szigeti pápaszemesmadár (Zosterops griseovirescens)
- Zosterops leucophaeus
- feketesapkás ősposzáta (Zosterops lugubris), korábban (Speirops lugubris)
- kenyai pápaszemesmadár (Zosterops flavilateralis) - a szomáli pápaszemesmadár-ról 2014-ben leválasztott faj
- mbului pápaszemesmadár (Zosterops mbuluensis) - az abesszin pápaszemesmadárról 2014-ben leválasztott faj
- taita pápaszemesmadár (Zosterops silvanus)
- orange-folyómenti pápaszemesmadár (Zosterops pallidus) - korábban az fokföldi pápaszemesmadárral azonos fajnak vélték
- pare-hegységi pápaszemesmadár (Zosterops winifredae) - - az abesszin pápaszemesmadárról 2014-ben leválasztott faj
- dél-afrikai pápaszemesmadár (Zosterops anderssoni) - a szenegáli pápaszemesmadárról 2013-ban leválasztott faj
- fokföldi pápaszemesmadár (Zosterops virens)
- Seychelle-szigeteki pápaszemesmadár (Zosterops modestus)
- anjouan-szigeti pápaszemesmadár (Zosterops anjuanensis) - a madagaszkári pápaszemesmadárról 2014-ben leválasztott faj
- aldabrai pápaszemesmadár (Zosterops aldabrensis) - a madagaszkári pápaszemesmadárról 2014-ben leválasztott faj
- Comoro-szigeteki pápaszemesmadár (Zosterops kirki) - a madagaszkári pápaszemesmadárról 2014-ben leválasztott faj
- madagaszkári pápaszemesmadár (Zosterops maderaspatanus)
- mohéli-szigeti pápaszemesmadár (Zosterops comorensis) - a madagaszkári pápaszemesmadárról 2014-ben leválasztott faj
- mayotte pápaszemesmadár (Zosterops mayottensis)
- Fülöp-szigeteki pápaszemesmadár (Zosterops nigrorum)
- amuri pápaszemesmadár (Zosterops erythropleurus)
- alföldi pápaszemesmadár (Zosterops hypolais)
- feketefejű pápaszemesmadár (Zosterops atricapilla)
- Everett-pápaszemesmadár (Zosterops everetti)
- feketegyűrűs pápaszemesmadár (Zosterops emiliae), 2018-ig (Chlorocharis emiliae)
- Rota-szigeti pápaszemesmadár (Zosterops rotensis)
- hegyi pápaszemesmadár (Zosterops montanus)
- karácsony-szigeti pápaszemesmadár (Zosterops natalis)
- mangrove pápaszemesmadár (Zosterops luteus)
- citrom pápaszemesmadár (Zosterops citrinella)
- fehérhasú pápaszemesmadár (Zosterops consobrinorum)
- jávai pápaszemesmadár (Zosterops  melanurus) - a gangeszi pápaszemesmadár-ról 2018-ban leválasztott faj
- Salvadori-pápaszemesmadár (Zosterops salvadorii)
- Gizo-szigeti pápaszemesmadár (Zosterops luteirostris)
- Ranongga-pápaszemesmadár (Zosterops splendidus)
- új-georgia-szigeti pápaszemesmadár (Zosterops kulambangrae)
- Tetepare-szigeti pápaszemesmadár (Zosterops tetiparius)
- ezüstös pápaszemesmadár (Zosterops lateralis)
- vékonycsőrű pápaszemesmadár (Zosterops tenuirostris)
- Lord Howe-szigeti pápaszemesmadár (Zosterops strenuus) – kihalt
- ezüstbegyű pápaszemesmadár vagy Norfolk-szigeti pápaszemesmadár  (Zosterops albogularis) – kihalt
- Louisiade-szigeteki pápaszemesmadár (Zosterops griseotinctus)
- Murphy-pápaszemesmadár (Zosterops murphyi)
- rennell-szigeti pápaszemesmadár (Zosterops rennellianus)
- Zosterops xanthochroa
- Lifu-szigeti pápaszemesmadár (Zosterops inornatus)
- hangyász pápaszemesmadár (Zosterops minutus)
- aranytorkú pápaszemesmadár (Zosterops metcalfii)
- malaita-szigeti pápaszemesmadár (Zosterops stresemanni)
- Zosterops sanctaecrucis
- vanikoro-szigeti pápaszemesmadár (Zosterops gibbsi)
- Zosterops hamlini
- Vella Lavella pápaszemesmadár (Zosterops vellalavella)
- bismarck-szigeteki pápaszemesmadár (Zosterops hypoxanthus)
- arfak-hegységi pápaszemesmadár (Zosterops fuscicapilla)
- szamoai pápaszemes madár (Zosterops samoensis)
- Zosterops superciliosus
- Zosterops lacertosus
- Layard-pápaszemesmadár (Zosterops explorator)
- aranyhomlokú pápaszemesmadár (Zosterops flavifrons)
- Zosterops ugiensis
- Semper-pápaszemesmadár (Zosterops conspicillatus)
- Karolina-szigeteki pápaszemesmadár (Zosterops semperi)
- sötét pápaszemesmadár (Zosterops finschii)
- olajzöld pápaszemesmadár (Zosterops oleagineus)
- pohnpei-szigeti pápaszemesmadár (Zosterops ponapensis)
- szürke pápaszemesmadár (Zosterops cinereus)
- sárgagyűrűs pápaszemesmadár (Zosterops wallacei)
- Swinhoe-pápaszemesmadár (Zosterops simplex) - a japán pápaszemesmadár-ról 2018-ban leválasztott faj
- Hume-pápaszemesmadár (Zosterops auriventer) - a gangeszi pápaszemesmadár-ról 2017-ben leválasztott faj
- Wakatobi-szigeki pápaszemesmadár (Zosterops flavissimus) - a molukkui pápaszemesmadáról 2019-ben leválasztott faj
- Morotai pápaszemesmadár (Zosterops dehaani) - a barnafejű pápaszemesmadárról leválasztott faj
- rendova-szigeti pápaszemesmadár (Zosterops rendovae)
- Santa Cruz szigeti pápaszemesmadár (Zosterops santaecrucis)
- erdei pápaszemesmadár (Zosterops xanthochrous)
- Zosterops tephropleurus - az ezüstös pápaszemesmadárról leválasztott alfaj
- ezüst ősposzáta (Zosterops leucophoeuss), korábban (Speirops leucophoeuss)
- abesszin pápaszemesmadár (Zosterops poliogaster)